# Зебанец Село
Зебанец Село је насељено место у саставу општине Селница у Међимурској жупанији, Хрватска. До територијалне реорганизације у Хрватској налазило се у саставу старе општине Чаковец.

## Становништво
На попису становништва 2011. године, Зебанец Село је имало 377 становника.

## Попис1991.
На попису становништва 1991. године, насељено место Зебанец Село је имало 463 становника, следећег националног састава:
| Попис 1991.‍  | Попис 1991.‍  | Попис 1991.‍ | Попис 1991.‍ | Попис 1991.‍ |
| ------------ | ------------ | ----------- | ----------- | ----------- |
|              |              |             |             |             |
| Хрвати       | Хрвати       |             | 453         | 97,84%      |
| Југословени  | Југословени  |             | 5           | 1,07%       |
| Словенци     | Словенци     |             | 1           | 0,21%       |
| регион. опр. | регион. опр. |             | 2           | 0,43%       |
| непознато    | непознато    |             | 2           | 0,43%       |
| укупно: 463  |              |             |             |             |